# Springfield (Florida)
Springfield è un comune degli Stati Uniti d'America, situato in Florida, nella Contea di Bay.